# Находка (пароход)
«Нахо́дка» — парусно-паровая шхуна Сибирского удельного ведомства в 1868—1870 гг. Совершило кругосветное путешествие с финляндскими и немецкими эмигрантами на борту из Германии на Дальний Восток России в 1868 году, в дальнейшем перевозило торговые грузы фактории в бухте Находка.
Построено на судоверфи Richardson, Duck & Company в Англии в 1865 году под названием Setubal. Приобретена в Гамбурге Удельным ведомством России в 1868 году для Сибирского удельного ведомства.
1 декабря 1867 года шхуна с 60 финляндскими и немецкими переселенцами на борту отправилась из Гамбурга в кругосветное плавание в Находку, достигло места назначения 30 апреля 1868 года.
В течение 1868—1870 гг. шхуна совершила несколько рейсов во Владивосток, Ниигату, Шанхай для приобретения строительных материалов на строительство посёлка фактории. В апреле 1870 года с грузом на борту «Находка» разбилась о подводный камень в Японском море и затонула. Экипаж был спасён проходившим мимо английским пароходом «Рона», доставившим людей в гавань Находка.
Первым российским капитаном шхуны был Я. Бролин, штурманом — Макс Крускопф, нанятые в Германии. После отъезда Бролина из Находки судном командовал лейтенант Макс Крускопф.